# Telstar Sound Drone
Telstar Sound Drone er et dansk psykedelisk rockband med besætningen:
- Hans Beck (Trommer)
- Mads Saaby (Guitar)
- Sean Jardenbæk (Guitar, Sang)

I live setup indgår Hobitten (Spids Nøgenhat) og Christian Norup (Bite the Bullet). De er begge gæstemusikere på "Comedown", hvor også har Kåre Joensen (Baby Woodrose) bidrager.
Telstar Sound Drone er dannet af Hans Beck og Mads Saaby, da Beck fik overtalt Saaby til at blive en del af kunstnerkollektivet Les Aprés L’amour Sonnes. Med tilgang af Mads Løwe og Sean Jardenbæk var bandet dannet. Mads Løwe er senere udtrådt af bandet.
I 2016 har Mads Løwe igen optrådt live med TSD, ligesom Martin Funder (Deadpan Interference) har medvirket live.
Bandet har bl.a. optrådt på Roskilde Festival i 2009, på DunaJam i 2013 og på CPH PSYCHFEST.  

## Diskografi
- The Telstar Sound Drone (White) EP, 2009. Eget tryk
- Mirror Pieces/Golden Needles 7´, 2011. Bad Afro Records
- Comedown LP, 2013. Bad Afro Records.
- Feel It/Someone - 10" Picture Disc, LP 2014 - Subsuburban Recording Company
- Magical Solutions to Everyday Struggles. LP 2016 - Bad Afro Records